# 꿈의 궁전
《꿈의 궁전》은 1997년 1월 4일부터 1997년 6월 29일까지 방영된 SBS 주말극장이다.

## 기획 의도
프랑스 요리 전문 최고급 레스토랑을 배경으로 이 곳에서 일하는 종업원들의 이야기와 사랑, 특별하지 못한 소시민들이 서로의 기쁨과 고통을 함께 나누면서 건강하게 살려고 노력하는 모습이 나타난 건강한 이야기이다.

## 등장 인물
- 이순재 : 지원호 역 - 근엄하고 괴팍스러운 지배인
- 이응경 : 양금숙 역 - 화려한 외모와 맹한 지성의 여사장
- 김원희 : 허미강 역 - 콧대 높은 캡틴, 고참 웨이트리스
- 김지호 : 오정민 역 - 보조, 고아 출신 자폐증 환자
- 이훈 : 김석환 역 - 웨이터, 고아 출신의 깡패, 미강의 연인
- 노영국 : 유세봉 역 - 피아니스트
- 이승준 : 박진 역 - 웨이터
- 심아라 : 진미나 역 - 바담당
- 홍성숙 : 고연지 역 - 웨이트리스
- 이승우 : 유민상 역 - 작곡가, 정민의 애인
- 오영갑 : 장일파 역 - 주방장
- 서인석 : 한동수 역 - 보조
- 이영재 : 최양곤 역 - 주방의 수석 요리사, 핫요리 담당
- 이경우 : 노재수 역 - 육류 담당
- 이정돈 : 윤경희 역 - 콜드요리
- 유진희 : 한수정 역 - 빵담당
- 김용건 : 심대평 역
- 김창숙 : 장진애 역
- 김학철
- 김창열 : 진수의 아들 역
- 인병국 : 한승배 역 - 동수의 아들
- 이정윤 : 이묘진 역 - 금숙의 딸
- 고대영 : 콧대 역 - 건달
- 김구택 : 차동만 역 - 건달
- 권재희 : 초란 역
- 나오미 : 김수향 역
- 김충렬 : 심진수 역
- 전소희 : 미연 역
- 김형일 : 용배 역
- 김단비

## 참고 사항
- 1997년 6월 14일 첫 회부터 같은 달 29일까지 해당 드라마와 맞선 KBS 2TV <KBS 테마 드라마>의 책임프로듀서는 <꿈의 궁전> 담당 PD 운군일과 TBC 공채 동기인 염현섭이었다.[1][2]
- 허미강 역의 김원희는 해당 작품과 <코미디쇼 대단한 일요일>, <임꺽정>으로 같은 날 동일 채널에 3회 중복 출연하였다.[3]
- 내성적인 역할을 주로 맡았던 이응경은 해당 작품으로 이미지 변신을 하였다.[4]
- 주인공을 조직폭력배 집단에 가담시켰다는 지적을 받아야 했다.[5][6]
- 다른 드라마와 달리 전문 요리사인 63빌딩 양식당 조리장 구본길이 드라마 녹화 때마다 드라마 스튜디오 옆 조리실에서 제대로 된 고급 프랑스 요리들을 제공하였다.[7]
- 매회 고급식탁이 등장하여 어려운 경제 사정에 일부 부유층의 사치스런 생활을 부각시킨다는 지적을 받았다.[8][9]
- 서로 다른 인물들과 장소들이 연결되지 못한 느낌을 주어 시청자들을 혼란스럽게 하였지만, 이러한 분위기에서도 등장인물들을 선하게 그린 덕에 시청자들에게 감동을 주는 드라마로 남을 수 있었다.[10]
- 첫 회부터 일본 후지TV 임금님의 레스토랑과 비슷하다는 의혹이 제기됐고[11] 1997년 12월 열린 제10회 한국방송작가상 드라마 부문 최종 후보에 오르기도 했지만 "순수 창작물"이란 규정[12]에 미달되어 탈락하기도 했다.